# Garret FitzGerald
Garret FitzGerald (9. únor 1926 – 19. května 2011) byl irský politik. V letech 1981–1987 zastával funkci premiéra Irska. Byl představitelem strany Fine Gael, které předsedal v letech 1977–1987. V letech 1973–1977 byl ministrem zahraničních věcí. Byl synem Desmonda FitzGeralda, prvního ministra zahraničí nezávislého irského státu.